# Galeus polli
Galeus polli е вид хрущялна риба от семейство Scyliorhinidae.

## Разпространение
Видът е разпространен в Ангола, Бенин, Габон, Гамбия, Гана, Гвинея, Гвинея-Бисау, Демократична република Конго, Екваториална Гвинея, Етиопия, Камерун, Кот д'Ивоар, Либерия, Мавритания, Мароко, Намибия, Нигерия, Сенегал, Сиера Леоне, Того и Южна Африка (Северен Кейп).